# Тригловые
Тригловые, или морские петухи (лат. Triglidae), — семейство морских лучепёрых рыб из отряда скорпенообразных. В состав семейства включают 9 родов и примерно 125 видов.

## Описание

### Внешний вид
Тело тригловых удлинённое, в чешуе, иногда с костными пластинками в 1—2 ряда. Голову покрывают костные, у некоторых видов шиповатые пластинки. Три нижних луча грудных плавников преобразованы в длинные подвижные отростки, используемые для передвижения по дну и поисков пищи. Длина тела в среднем 50—60 см (до 1 м), а вес до 5,5 кг.

### Размножение
Тригловые становятся половозрелыми в 3—4 года. Нерестятся летом, самка вымётывает 200—300 тысяч пелагических икринок диаметром 1,2—1,6 мм, с жировой каплей.

### Питание
Хищники. Охотятся на дне.

### Распространение
Обитают в основном в прибрежных тропических и умеренных водах. В России встречаются 1—2 рода. Несколько видов в Балтийском море, Чёрном море и морях Дальнего Востока, иногда появляются в Баренцевом море. В Чёрном море чаще всего встречается жёлтая тригла или морской петух (Chelidonichthys lucerna), а серая тригла (Eutrigla gurnardus) населяет прибрежные воды морей бассейна Атлантического океана.

## Классификация
Подсемейство Prionotinae
- Bellator
- Prionotus — Американские триглы, или Прионоты

Подсемейство Pterygotriglinae
- Pterygotrigla — Крылатые триглы, или птериготриглы
- Bovitrigla

Подсемейство Triglinae
- Chelidonichthys — Триглы-ласточки
- Eutrigla — Эутриглы
- Lepidotrigla — Крупночешуйные триглы, или лепидотриглы
- Trigla — Триглы
- Trigloporus — Триглы-ластовицы

## Морские петухи и человек
Тригловые являются объектом промысла.